# Frido Wagener
Frido Wagener (* 25. Mai 1926 in Nammen, heute Stadtteil von Porta Westfalica; † 6. Januar 1985) war ein deutscher Verwaltungswissenschaftler.

## Leben
Wagener erkrankte als Jugendlicher an Kinderlähmung. Nach seinem Abitur 1946 studierte er von 1947 bis 1951 Rechts- und Staatswissenschaften an der Universität Göttingen. Dort wurde er 1954 bei Werner Weber promoviert. 1960 wurde er Beigeordneter des Landkreistag Nordrhein-Westfalen. Um seine Habilitationsschrift Neubau der Verwaltung schreiben zu können, wurde er 1966/67 von seiner Beigeordnetentätigkeit beurlaubt. Wagener stellte die Schrift im Juni 1968 fertig, im November 1968 habilitierte er sich damit an der Hochschule für Verwaltungswissenschaften Speyer.
1969 wurde Wagener Professor an der damals neuen soziologischen Fakultät der Universität Bielefeld. 1971 nahm er eine Professur an der Deutschen Hochschule für Verwaltungswissenschaften Speyer (DHV) an, von 1976 bis 1984 war er geschäftsführender Direktor des Deutschen Forschungsinstituts für öffentliche Verwaltung Speyer. Zudem war er 1973–74 Rektor der Hochschule für Verwaltungswissenschaften.
Wagener legte bereits 1969 ein „Konzept einer Sozialplanung“ vor. Er war einer der prominentesten Vertreter im deutschsprachigen Raum Ende der 1960er Jahre. Mit seiner Habilitationsschrift Neubau der Verwaltung hat er maßgebende Grundlagenarbeit zur Zukunft der föderalistischen Verwaltung in Deutschland geleistet. Seine Analyse vergangener Verwaltungsreformen stellten „eine noch zu hebende Fundgrube für Verwaltungshistoriker und -historikerinnen dar.“

## Schriften (Auswahl)
- Zum Konzept einer „Sozialplanung“ – Einwirkungen von Verwaltung, Wissenschaft und Politik. 1969.
- Neubau der Verwaltung. Gliederung der öffentlichen Aufgaben und ihrer Träger nach Effektivität und Integrationswert. Duncker & Humblot, Berlin 1969.
- Modelle der Stadt-Umland-Verwaltung. In: Schneider, H./Götz, V. (Hg.): Im Dienst an Land und Stadt. Festschrift für Werner Weber. Berlin 1974, S. 957–977.
- Verfassungstreue und Schutz der Verfassung. Der öffentliche Dienst im Staat der Gegenwart (Berichte und Diskussionen auf der Tagung der Vereinigung der Deutschen Staatsrechtslehrer in Bonn vom 4. bis 7. Oktober 1978). Zusammen mit Erhard Denninger, Hans H. Klein und Walter Rudolf. 1979, ISBN 3-11-008025-7.
- Forschungsprogramm Staatsorganisation. Im Auftrage des Bundesministers des Innern ausgearbeitetes Gutachten. Nomos, Baden-Baden 1979, ISBN 3-7890-0459-6.
- Öffentliche Verwaltung in der Bundesrepublik Deutschland. Nomos, Baden-Baden 1981 (zusammen mit Klaus König, Hans Joachim von Oertzen).
- Führungshilfskräfte in Ministerien. Nomos, Baden-Baden 1982, ISBN 3-7890-0821-4 (zusammen mit Bernd Rückwardt).
- Stadt-Umland-Verbände. In: Günter Püttner (Hg.): Handbuch der kommunalen Wissenschaft und Praxis. Band 2: Kommunalverfassung § 39. Berlin, zweite Auflage 1984.
- Grossraum-Verwaltungen. Nomos, Baden-Baden 1985, ISBN 3-7890-1109-6.

## Ehrungen
- 1984 Bundesverdienstkreuz erster Klasse[1]